# Томази ди Лампедуза, Джузеппе Мария
Святой Ио́сиф (Джузеппе) Мари́я Томази ди Лампедуза (итал. Giuseppe Maria Tomasi di Lampedusa; 12 сентября 1649, Сицилия — 1 января 1713, Рим) — святой Римско-католической церкви, итальянский куриальный кардинал, театинец. Кардинал-священник с 18 мая 1712, с титулом церкви Санти-Сильвестро-э-Мартино-ай-Монти с 11 июля 1712 по 1 января 1713. 
Папа Пий VII беатифицировал его 29 сентября 1803 года, а папа Иоанн Павел II канонизировал 12 октября 1986 год.

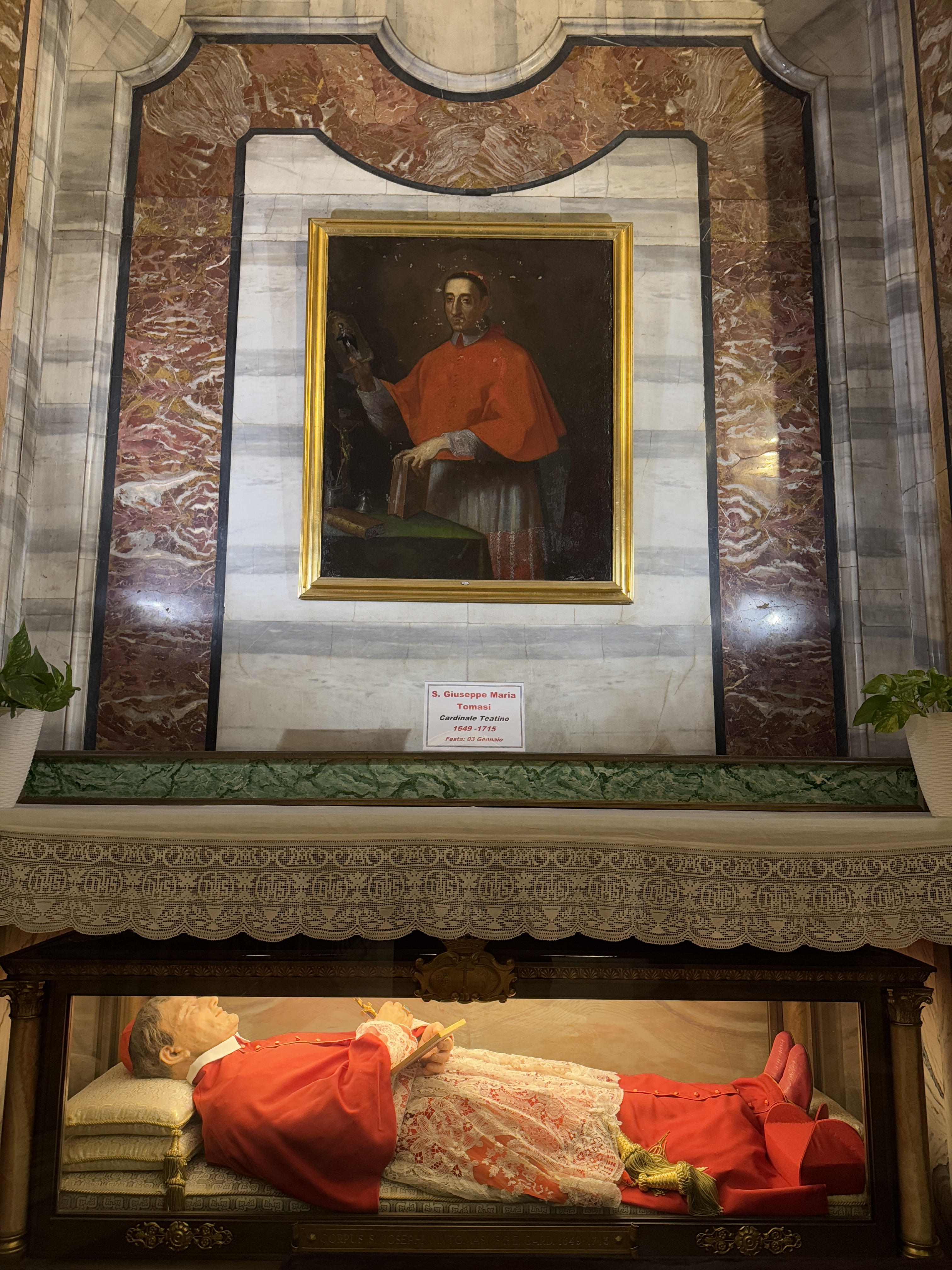
Гробница Джузеппе Марии Томази

День памяти — 1 января.